# Kreis Stormarn
Stormarn är ett distrikt (Landkreis) i Holstein, i södra delen av förbundslandet Schleswig-Holstein. Distriktet som ingår i Hamburgs metropolregion har 225 236 invånare (31 mars 2007) och en yta på 766 km². Centralort är Bad Oldesloe.
När Adolf Fredrik av Holstein-Gottorp blev Sveriges kung 1751 antog han titeln hertig av Stormarn, utan att Sverige hade några anspråk på territoriet ifråga. Övriga regenter av ätten Holstein-Gottorp behöll titeln och till 1818 ingick Stormarns vapen i Sveriges riksvapen.

## Administrativ indelning
I förvaltningsrättslig mening finns i modern tid ingen skillnad mellan begreppet Stadt (stad) gentemot Gemeinde (kommun). 

### Amtsfria städer och kommuner
| - Ahrensburg (stad) - Ammersbek - Bad Oldesloe (stad) | - Bargteheide (stad) - Barsbüttel - Glinde (stad) | - Großhansdorf - Oststeinbek | - Reinbek (stad) - Reinfeld (Holstein) (stad) |

### Amt i Kreis Stormarn

| - Amt Bad Oldesloe-Land - Amt Bargteheide-Land | - Amt Nordstormarn | - Amt Siek | - Amt Trittau |